# Liste der Biografien/Iv
Liste der Biografien |
Portal Biografien |
Personensuche
# |
A |
B |
C |
D |
E |
F |
G |
H |
I |
J |
K |
L |
M |
N |
O |
P |
Q |
R |
S |
T |
U |
V |
W |
X |
Y |
Z |
?
 
Ia |
Ib |
Ic |
Id |
Ie |
If |
Ig |
Ih |
Ii |
Ij |
Ik |
Il |
Im |
In |
Io |
Ip |
Iq |
Ir |
Is |
It |
Iu |
Iv |
Iw |
Ix |
Iy |
Iz
Die Liste der Biografien führt alle Personen auf, die in der deutschsprachigen Wikipedia einen Artikel haben. Dieses ist eine Teilliste mit 328 Einträgen von Personen, deren Namen mit den Buchstaben „Iv“ beginnt.

## Iv

### Iva
- Iva, Kaia (1964–2023), estnische Politikerin
- Ivády, Béla (1873–1962), ungarischer Politiker und Ackerbauminister
- Ivády, Sándor (1903–1998), ungarischer Wasserballspieler
- Ivakno, Nicolas (* 1980), französischer Handballspieler
- Ivaldi, Mauro (* 1942), italienischer Filmregisseur und Drehbuchautor
- Ivan (* 1962), spanischer Popsänger
- Ivan (* 1973), brasilianischer Fußballspieler
- Ivan, Andreas (* 1995), rumänisch-deutscher Fußballspieler
- Ivan, Andrei (* 1997), rumänischer Fußballspieler
- Ivan, Cătălin (* 1978), rumänischer Politiker (Partidul Social Democrat), MdEP
- Ivan, Dumitru (1938–2015), rumänischer Fußballspieler
- Ivan, Dušan (* 1966), slowakischer Fußballspieler
- Ivan, Marian (* 1969), rumänischer Fußballspieler
- Ivan, Michal (* 1999), slowakischer Eishockeyspieler
- Ivan, Paula (* 1963), rumänische Mittel- und Langstreckenläuferin
- Ivan, Rosalind (1880–1959), britische Film- und Theaterschauspielerin
- Ivan, Tommy (1911–1999), kanadischer Eishockeyspieler, -trainer und General Manager
- Ivan-Roncea, Ion (* 1947), rumänischer Harfenist
- Ivana (* 1969), bulgarische Turbo-Folk-Sängerin
- Ivana, Milan (* 1983), slowakischer Fußballspieler
- Ivanaj, Mirash (1891–1953), albanischer Politiker
- Ivanaj, Nikolla Bey (1879–1951), albanischer Verleger und Autor
- Ivanāns, Raitis (* 1979), lettischer Eishockeyspieler
- Ivanauskaitė, Jurga (1961–2007), litauische Schriftstellerin
- Ivanauskas, Algirdas (* 1959), litauischer Politiker
- Ivanauskas, Antanas, litauischer Politiker
- Ivanauskas, Antanas (1954–2013), litauischer Politiker, Bürgermeister der Gemeinde Visaginas (1999–2000)
- Ivanauskas, Gytis (* 1980), litauischer Schauspieler, Tänzer und Choreograph
- Ivanauskas, Jonas (* 1960), litauischer Geistlicher, Bischof von Kaišiadorys
- Ivanauskas, Patricia (* 1991), litauische Schauspielerin
- Ivanauskas, Tadas (1882–1970), litauischer Zoologe, Biologe und Patriot
- Ivanauskas, Valdas (* 1966), litauischer Fußballspieler und -trainer
- Ivancan, Cornelia (* 1987), österreichische Schauspielerin
- Ivancan, Irene (* 1983), deutsche Tischtennisspielerin
- Ivancan, Monica (* 1977), deutsches Model und FernsehschauspielerinMonica Ivancan (* 1977)

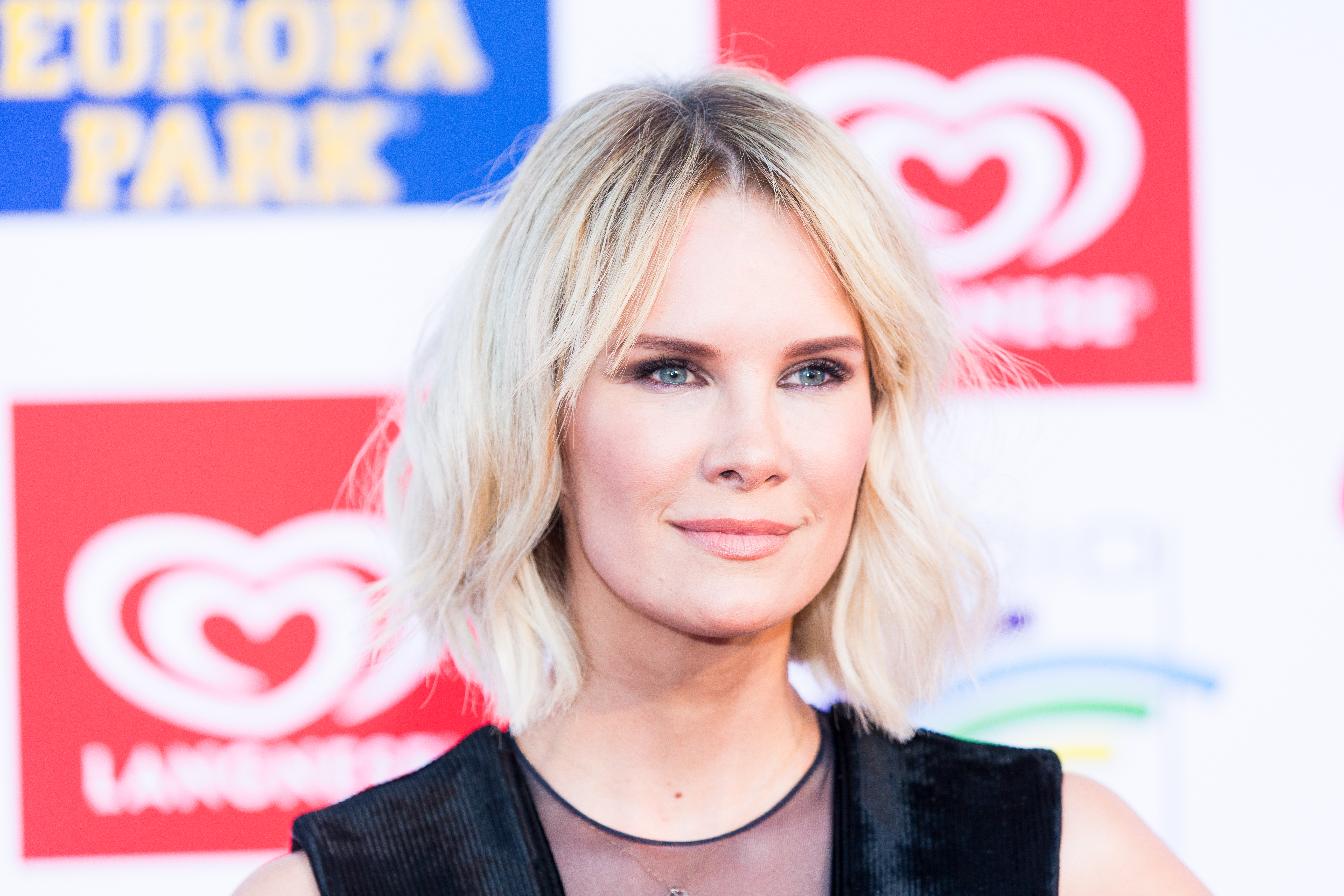
Monica Ivancan (* 1977)

- Ivănceanu, Vintilă (1940–2008), österreichischer Regisseur und Schriftsteller der Wiener Postmoderne
- Ivăncescu, Mihai (1942–2004), rumänischer Fußballspieler
- Ivančević, Andrea (* 1984), kroatische Hürdenläuferin
- Ivančić, Amando († 1758), österreichischer Komponist und Paulinermönch
- Ivančić, Ivan (1937–2014), jugoslawischer bzw. kroatischer Kugelstoßer und Trainer
- Ivančić, Josip (* 1991), kroatischer Fußballspieler
- Ivančić, Tomislav (1938–2017), kroatischer katholischer Theologe
- Ivancich, Adriana (1930–1983), italienische Schriftstellerin
- Ivančok, Lena (* 2001), österreichische Handballspielerin
- Ivančok-Šoltić, Ines (* 1998), österreichische Handballspielerin
- Ivancsics, Karin (* 1962), österreichische Schriftstellerin
- Iváncsik, Gergő (* 1981), ungarischer Handballspieler
- Iváncsik, Mihály (* 1959), ungarischer Handballspieler
- Iváncsik, Tamás (* 1983), ungarischer Handballspieler
- Ivandić, Goran (1955–1994), jugoslawischer Schlagzeuger
- Ivanek, Željko (* 1957), slowenisch-US-amerikanischer SchauspielerŽeljko Ivanek (* 1957)

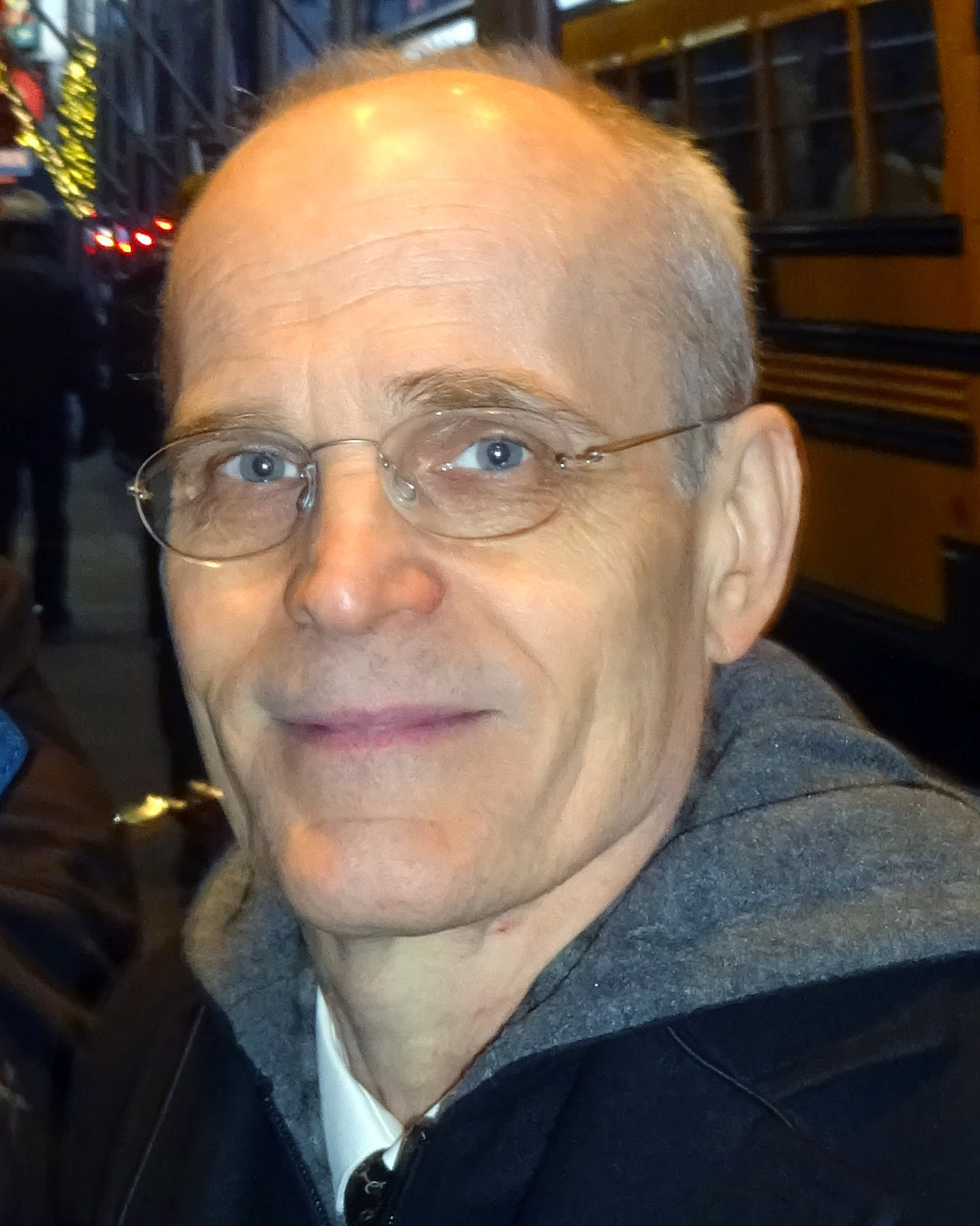
Željko Ivanek (* 1957)

- Ivanenko, Yaroslav (* 1975), ukrainischer Tänzer, Choreograf und Ballettdirektor
- Ivănescu, Gheorghe (1912–1987), rumänischer Romanist, Rumänist und Indogermanist
- Ivănescu, Petre (1936–2022), rumänisch-deutscher Handballspieler und -trainer
- Ivănescu, Traian (1933–2019), rumänischer Fußballspieler
- Ivangean, Norbert (* 1954), deutscher Fußballspieler
- Ivangine, Martine (* 1947), französische Eisschnellläuferin
- Ivanić, Mirko (* 1993), serbisch-montenegrinischer Fußballspieler
- Ivanić, Mladen (* 1958), bosnischer Politiker und ehemaliger Außenminister von Bosnien und Herzegowina
- Ivanics, Gergely (* 1978), ungarischer Radrennfahrer
- Ivanios, Joseph Mar (* 1970), indischer Theologe und Bischof der Mar-Thoma-Kirche
- Ivanir, Mark (* 1968), israelischer Schauspieler und Synchronsprecher
- Ivaniš, serbischer Despot unter Zar Stefan Dušan
- Ivanišević, Goran (* 1971), kroatischer TennisspielerGoran Ivanišević (* 1971)

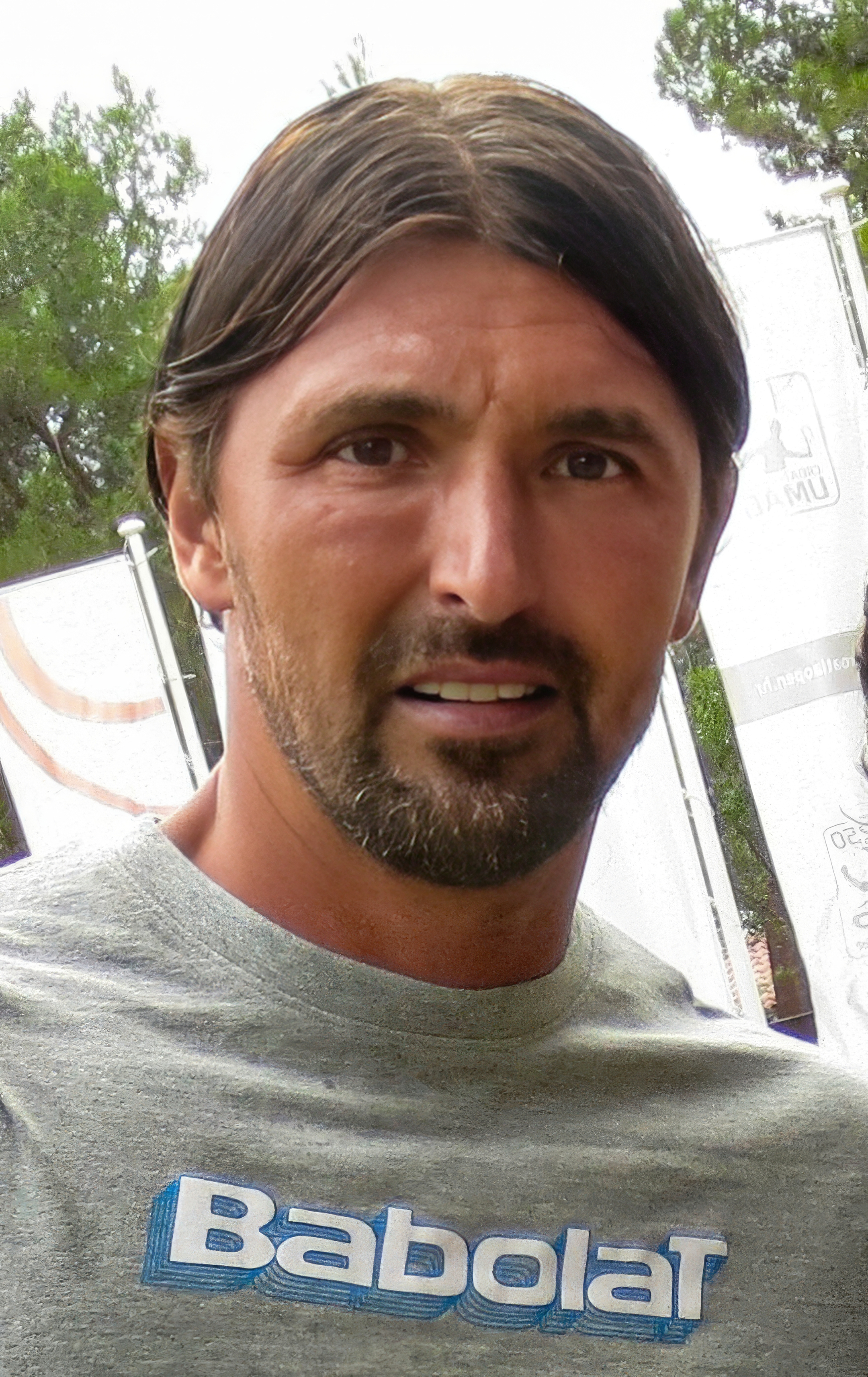
Goran Ivanišević (* 1971)

- Ivanišević, Ivan (* 1977), serbischer Schachspieler
- Ivanišević, Tibor (* 1990), serbischer Handballspieler
- Ivanji, Ivan (1929–2024), jugoslawischer bzw. serbischer Schriftsteller
- Ivanjicki, Olja (1931–2009), jugoslawische bzw. serbische Malerin
- Ivánka, Endre von (1902–1974), österreichischer Klassischer Philologe und Byzantinist
- Ivánka-Budinsky, Mária (* 1950), ungarische Schachspielerin
- Ivánkai, György (* 1937), ungarischer Eisschnellläufer
- Ivanko, Anđelko (* 1966), kroatischer Fußballspieler
- Ivanko, Ivan (* 1945), kroatischer Tänzer und Schauspieler
- Ivánková, Petra (* 1993), tschechische Grasskiläuferin
- Ivanković, Ante (* 2000), kroatischer Handballspieler
- Ivanković, Branko (* 1954), kroatischer Fußballtrainer
- Ivanković, Branko (* 1968), kroatischer Komponist, Dirigent, Musiker, Arrangeur und Musikproduzent
- Ivanković, Krešimir (* 1980), kroatischer Handballspieler
- Ivanković, Vjeran (* 1975), schweizerisch-kroatischer Eishockeyspieler und -trainer
- Ivano, Paul (1900–1984), französischer Kameramann
- Ivanoff, Nicolas (* 1967), französischer Kunstflugpilot
- Ivanoff, Serge (1893–1983), russischer Maler
- Ivanoff, Vladimir (* 1957), bulgarisch-deutscher Musiker, Arrangeur, Ensembleleiter und Musikwissenschaftler
- Ivanov, Alexander (* 1956), sowjetisch-US-amerikanischer Schachspieler und -trainer
- Ivanov, Clement (* 1990), estnischer E-Sportler
- Ivanov, Dimitrie (1944–1998), rumänischer Kanute
- Ivanov, Fedor (* 2000), finnischer Volleyballspieler
- Ivanov, Gjorge (* 1960), nordmazedonischer Politologe und Politiker, Präsident von Nordmazedonien
- Ivanov, Haralambie (1941–2004), rumänischer Kanute
- Ivanov, Ilja (* 2003), finnischer Volleyballspieler
- Ivanov, Maksim (* 1979), estnischer Eishockeyspieler
- Ivanov, Miroslav (1929–1999), tschechischer Historiker und Publizist
- Ivanov, Nikolai V. (* 1954), russisch-US-amerikanischer Mathematiker
- Ivanov, Petra (* 1967), Schweizer Journalistin und Schriftstellerin
- Ivanov, Pietro (1894–1961), italienischer Ruderer
- Ivanov, Robert (* 1994), finnischer Fußballspieler
- Ivanov, Ruslan (* 1973), moldauischer Radrennfahrer
- Ivanov, Sergei (* 1984), estnischer Eishockeyspieler
- Ivanov, Valentina (* 2001), neuseeländische Tennisspielerin
- Ivanov, Vlad (* 1969), rumänischer Theater- und Filmschauspieler
- Ivanov, Vladimir (* 1987), estnischer Tennisspieler
- Ivanova, Alexandra, russische Konzertpianistin und Cembalistin
- Ivanova, Alexandra, österreichische Jazzmusikerin (Piano, Komposition)
- Ivanova, Dasha (* 1996), US-amerikanische Tennisspielerin
- Ivanova, Desi, australische Schauspielerin und Filmschaffende
- Ivanova, Diana (* 1968), bulgarische Journalistin, Autorin und Dokumentarfilmerin
- Ivanova, Lea (1923–1986), bulgarische Jazzsängerin
- Ivanova, Lili (* 1939), bulgarische SchlagersängerinLili Ivanova (* 1939)

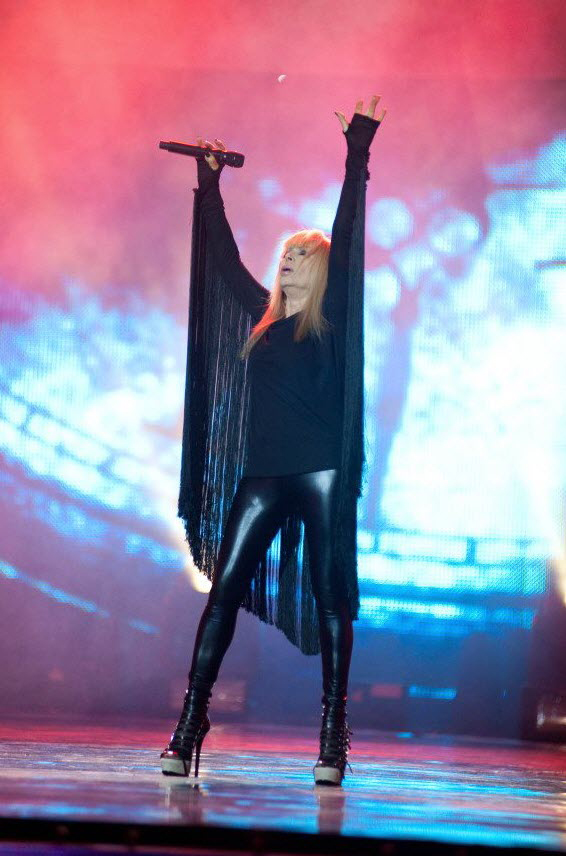
Lili Ivanova (* 1939)

- Ivanović, Aleksandra (1937–2003), jugoslawische bzw. serbische Mezzosopranistin
- Ivanović, Aleksandra (* 1995), serbische Hammerwerferin
- Ivanović, Ana (* 1987), serbische TennisspielerinAna Ivanović (* 1987)

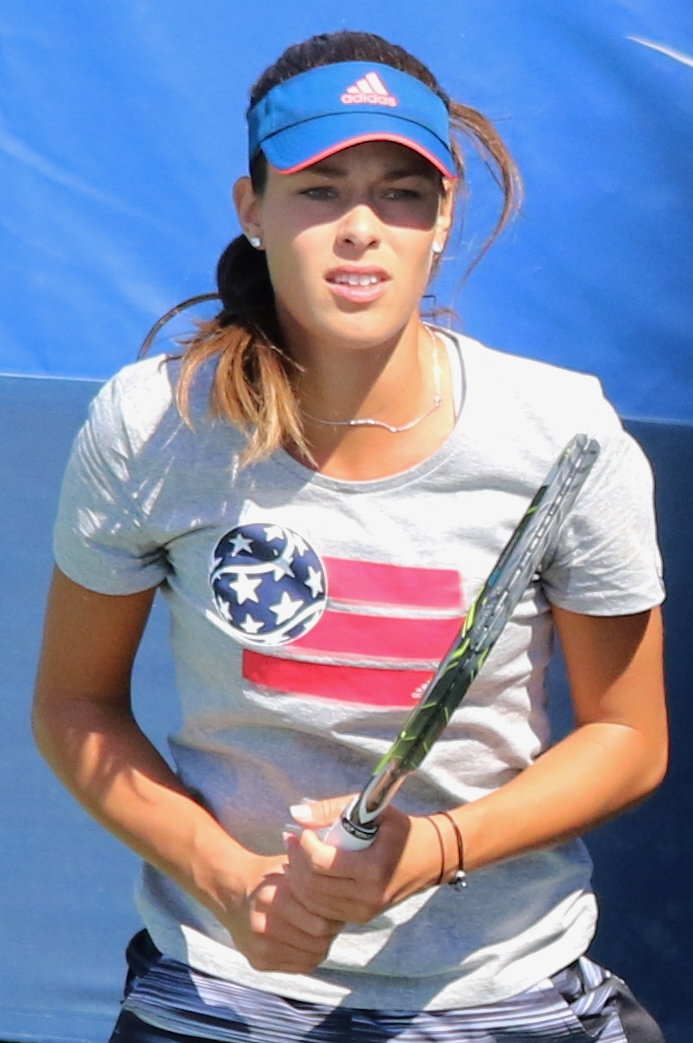
Ana Ivanović (* 1987)

- Ivanović, Božidar (* 1946), montenegrinischer Schachspieler und Politiker
- Ivanović, Branislav (* 1984), serbischer Fußballspieler
- Ivanović, Duško (* 1957), jugoslawischer bzw. montenegrinischer Basketballspieler und -trainer
- Ivanović, Franjo (* 2003), österreichischer Fußballspieler
- Ivanović, Josef (* 1973), deutscher Fußballspieler
- Ivanović, Ksenija (* 1986), montenegrinische Volleyballspielerin
- Ivanović, Marko (* 1976), tschechischer Dirigent und Komponist
- Ivanović, Milan (* 1981), serbischer Handballspieler
- Ivanović, Oliver (1953–2018), serbisch-kosovarischer Politiker
- Ivanović, Predrag (1930–2010), jugoslawischer bzw. serbischer Jazz- und Unterhaltungsmusiker
- Ivanović, Srđan (* 1983), bosnischer Fusion- und Jazzmusiker (Schlagzeug, Komposition)
- Ivanović, Stefan (* 1986), montenegrinischer Basketballtrainer und ehemaliger -spieler
- Ivanović, Tina (* 1973), serbische Turbo-Folk-Sängerin
- Ivanović-Burmazović, Ivana (* 1971), serbische Biochemikerin
- Ivanovici, Iosif (1845–1902), rumänischer Komponist
- Ivanovičová, Johanka (* 2006), slowakische Badmintonspielerin
- Ivanovitch, Andrei (* 1968), rumänischer Konzertpianist
- Ivanovs, Deniss (* 1984), lettischer Fußballspieler
- Ivanovs, Jānis (1906–1983), lettischer Komponist
- Ivanovska, Katarina (* 1988), nordmazedonisches Model und Schauspielerin
- Ivanovskaia, Veronika (* 1995), deutsche Poolbillardspielerin
- Ivanovskaja, Viktorija, litauische Musikerin
- Ivanovski, Dario (* 1997), nordmazedonischer Leichtathlet
- Ivanovski, Filip (* 1985), mazedonischer Fußballspieler
- Ivanovski, Mirko (* 1989), mazedonischer Fußballspieler
- Ivanschitz, Andreas (* 1983), österreichischer FußballspielerAndreas Ivanschitz (* 1983)

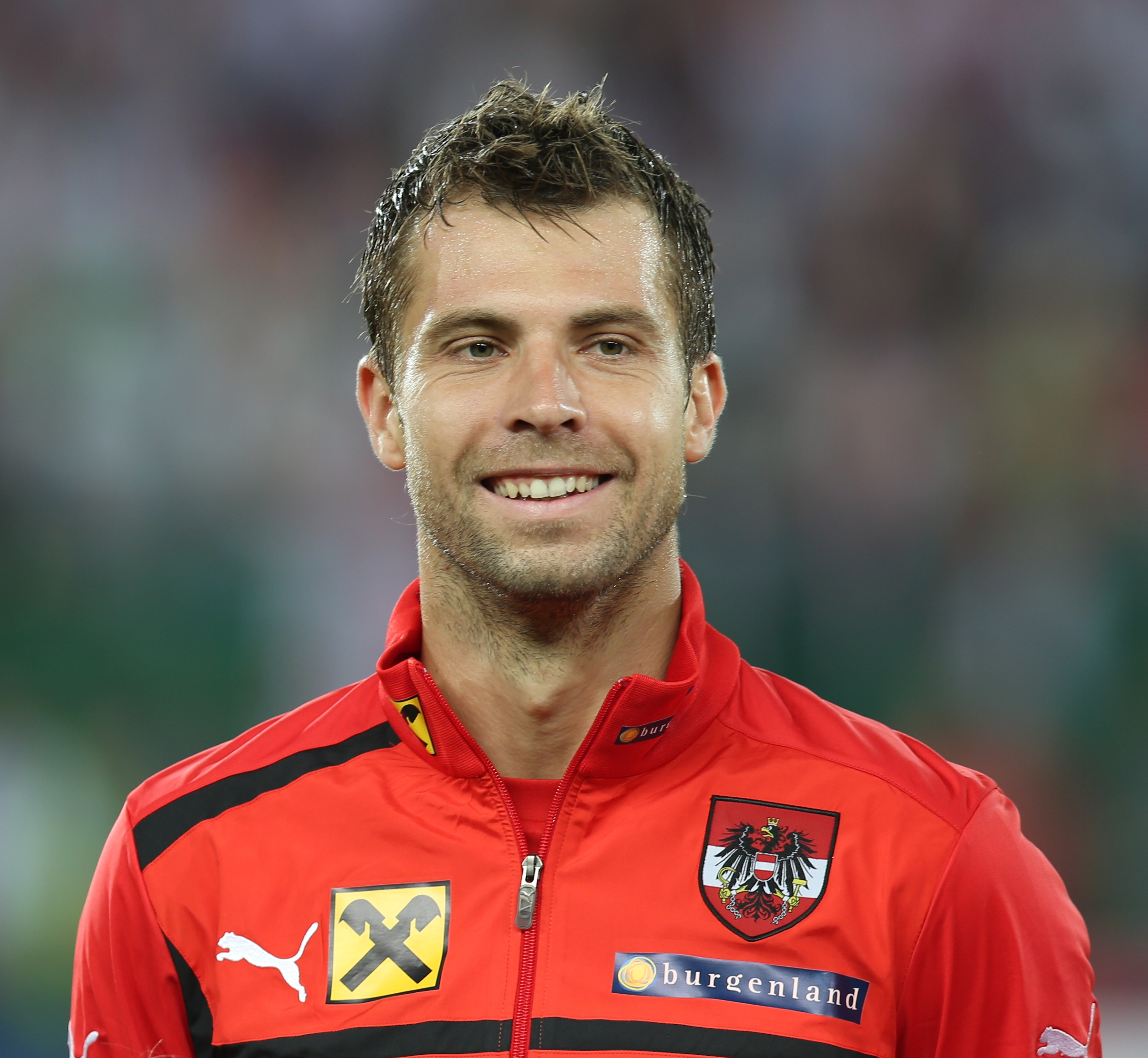
Andreas Ivanschitz (* 1983)

- Ivanschitz, Clemens (* 1980), österreichischer Fußballspieler
- Ivanschitz, Ewald (1953–2014), österreichischer Klarinettist und Musikpädagoge
- Ivanschitz, Ilia (* 2007), österreichischer Fußballspieler
- Ivantsoff, Walter, australischer Ichthyologe
- Ivanuša, Lara (* 1997), slowenische Fußballspielerin
- Ivanusa, Marcel (* 1985), deutsch-slowenischer Fußballspieler
- Ivanušec, Luka (* 1998), kroatischer FußballspielerLuka Ivanušec (* 1998)

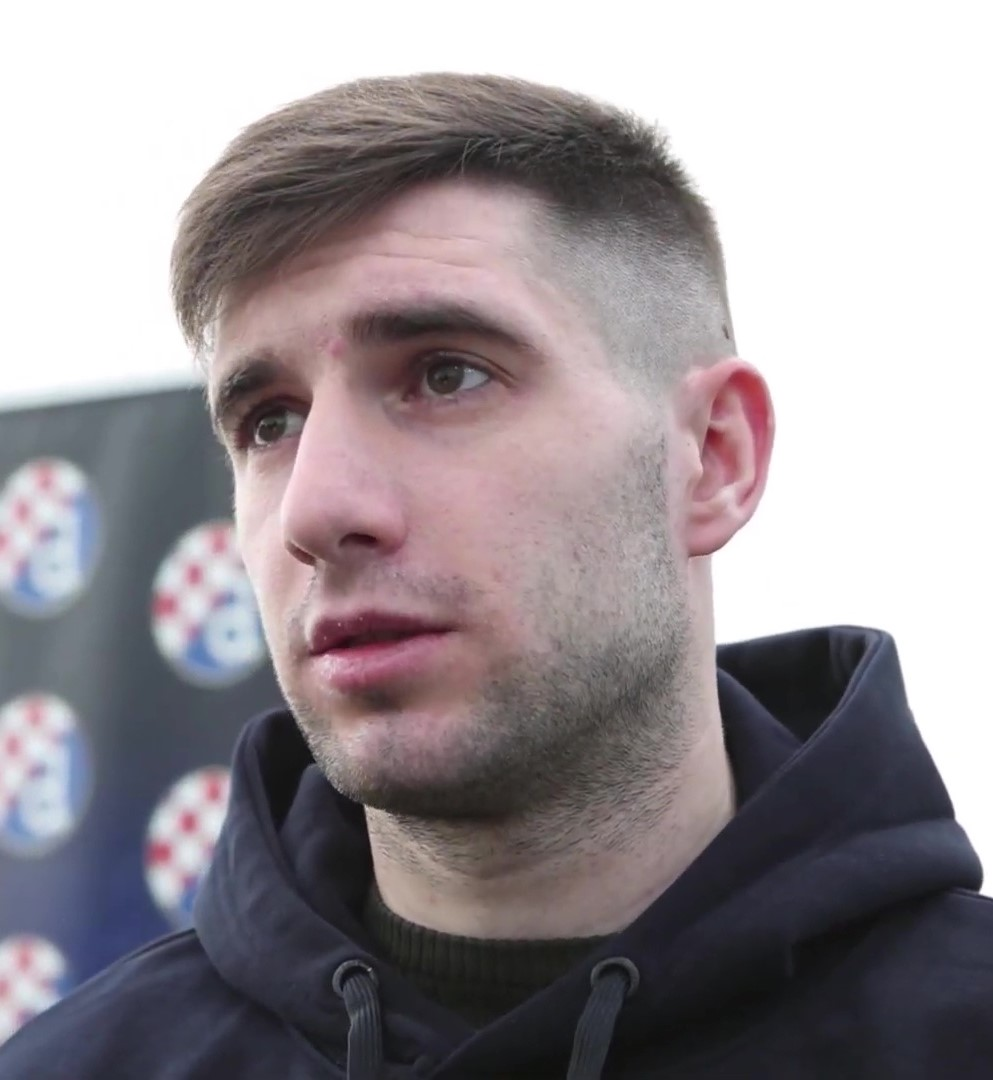
Luka Ivanušec (* 1998)

- Ivanuskin, Sergei (* 1988), litauischer Eishockeyspieler
- Ivany, Robert R. (* 1947), US-amerikanischer Offizier, Generalmajor der US-Army
- Iványi, Dalma (* 1976), ungarische Basketballspielerin
- Iványi, György (1939–2019), deutsch-ungarischer Bauingenieur
- Iványi, Pál (* 1942), ungarischer kommunistischer Politiker
- Iványi-Grünwald, Béla (1867–1940), ungarischer Maler
- Ivar (* 1984), amerikanischer Wrestler
- Ívar Ingimarsson (* 1977), isländischer Fußballspieler
- Ivar Ragnarsson († 873), Wikingerfürst
- Ivar Sigmundsson (* 1942), isländischer Skirennläufer
- Ívar Stefánsson (1927–2009), isländischer Skilangläufer
- Ivar Vidfamne, sagenhafter König von Schweden und Dänemark
- Ivar, Stan (* 1943), US-amerikanischer Schauspieler
- Ivari, Caroline, französische Schauspielerin
- Ívarr Bárðarson, norwegischer Geistlicher
- Ivars, Andreu (1885–1936), valencianischer Franziskaner, Priester und Kirchenhistoriker
- Ivars, Sébastien (* 1987), französischer Radrennfahrer
- Ivarsøy, Geir (1957–2006), norwegischer Softwareentwickler (Opera)
- Ivarsson, Anton (* 2001), schwedischer Biathlet
- Ivarsson, Jan (* 1931), schwedischer Übersetzungswissenschaftler
- Ivarsson, Johan, schwedischer Orientierungsläufer
- Ivarsson, Lars (* 1963), schwedischer Eishockeyspieler und -trainer
- Ivarsson, Maja (* 1979), schwedische PopsängerinMaja Ivarsson (* 1979)

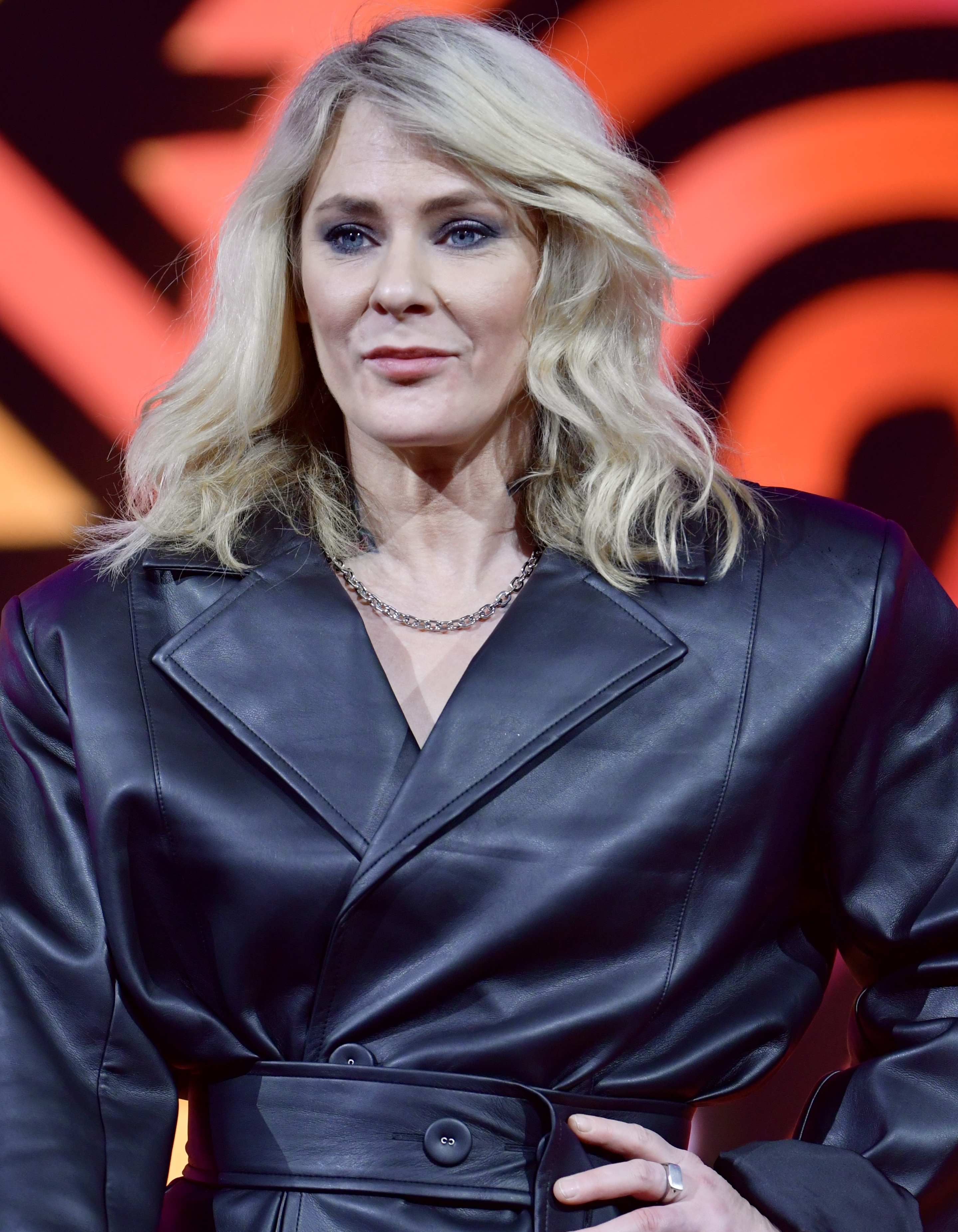
Maja Ivarsson (* 1979)

- Ivas, Ante (* 1939), kroatischer Bischof von Šibenik
- Ivas, Delia Andreea (* 1988), rumänische Skeletonsportlerin
- Ivask, Ivar (1927–1992), estnischer Lyriker und Literaturwissenschaftler
- Ivaska, Astrīde (1926–2015), lettisch-amerikanische Lyrikerin, Übersetzerin und Literaturkritikerin
- Ivaškevičius, Arvydas (* 1956), litauischer Politiker, Mitglied des Seimas
- Ivaškevičius, Marius (* 1973), litauischer Journalist, Prosa- und Drehbuchautor, Dramatiker und Regisseur
- Ivašković, Zvonimir (* 1994), kroatischer Sprinter

### Ivc
- Ivčić, Tomislav (1953–1993), jugoslawischer bzw. kroatischer Sänger, Komponist und Politiker

### Ive
- Ive, Antonio (1851–1937), italienisch-österreichischer Romanist und Ethnologe
- Ive, Jonathan (* 1967), britischer DesignerJonathan Ive (* 1967)

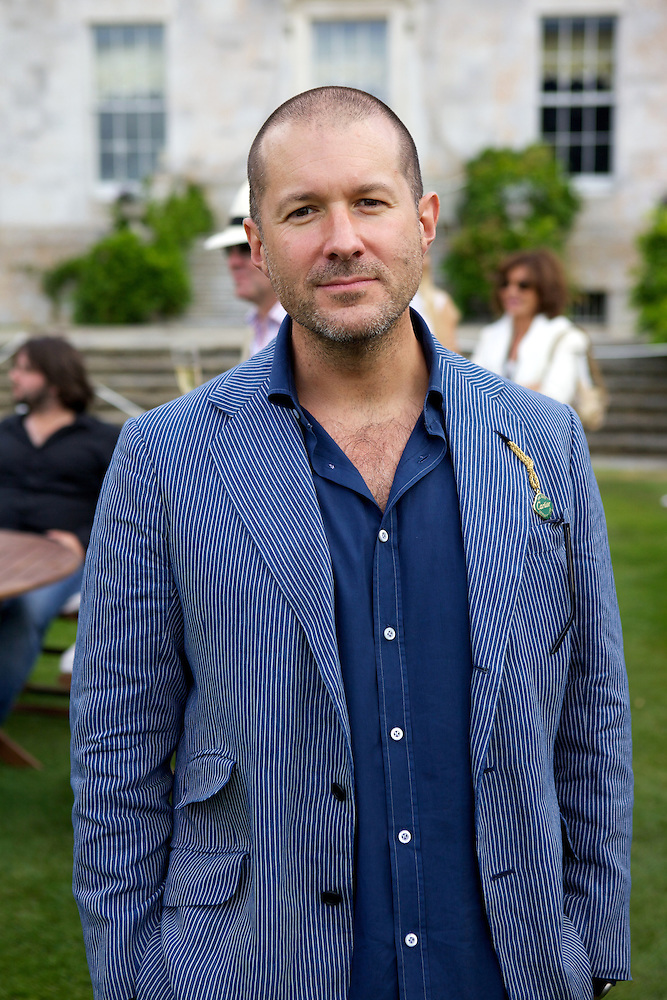
Jonathan Ive (* 1967)

- Ivegren, Berndt (1923–2009), schwedischer Fußballspieler
- Iveković, Mladen (1903–1970), jugoslawischer Diplomat
- Iveković, Oton (1869–1939), jugoslawischer Maler
- Iveković, Rada (* 1945), jugoslawische Philosophin, Indologin und Schriftstellerin
- Iveković, Sanja (* 1949), kroatische Künstlerin (Fotografie, Skulptur, Installation)
- Ivelj, Noemi (* 2006), Schweizer Fussballspielerin
- Ivelja, Đorđe (* 1984), serbischer Fußballspieler
- Ivemark, Björn (1925–2005), schwedischer Kinderarzt
- Iven, Adrienne (* 1983), kamerunische Fußballspielerin
- Iven, Alexander (1854–1934), deutscher Bildhauer
- Iven, Anja (* 1963), deutsche Journalistin
- Iven, Christiane (* 1965), deutsche Lied-, Konzert- und Opernsängerin sowie Gesangspädagogin
- Iven, Hans (1928–1997), deutscher Politiker (SPD), MdB
- Iven, Henning († 1468), Bischof von Cammin
- Iven, Johann Jakob (1775–1853), Priester und Generalvikar
- Iven, Mathias (* 1960), deutscher Philosoph und Autor
- Iven, Ottokar (* 1940), deutscher Kommunalpolitiker (CDU), Bürgermeisterin von Mettmann
- Iven, Walther (1881–1945), deutscher Forschungsreisender und Leiter der ersten Deutschen Schule in Afghanistan
- Ivens, Björn (* 1969), deutscher Wirtschaftswissenschaftler
- Ivens, Frances (1870–1944), englische Geburtshelferin und Gynäkologin
- Ivens, Joris (1898–1989), holländischer DokumentarfilmmacherJoris Ivens (1898–1989)

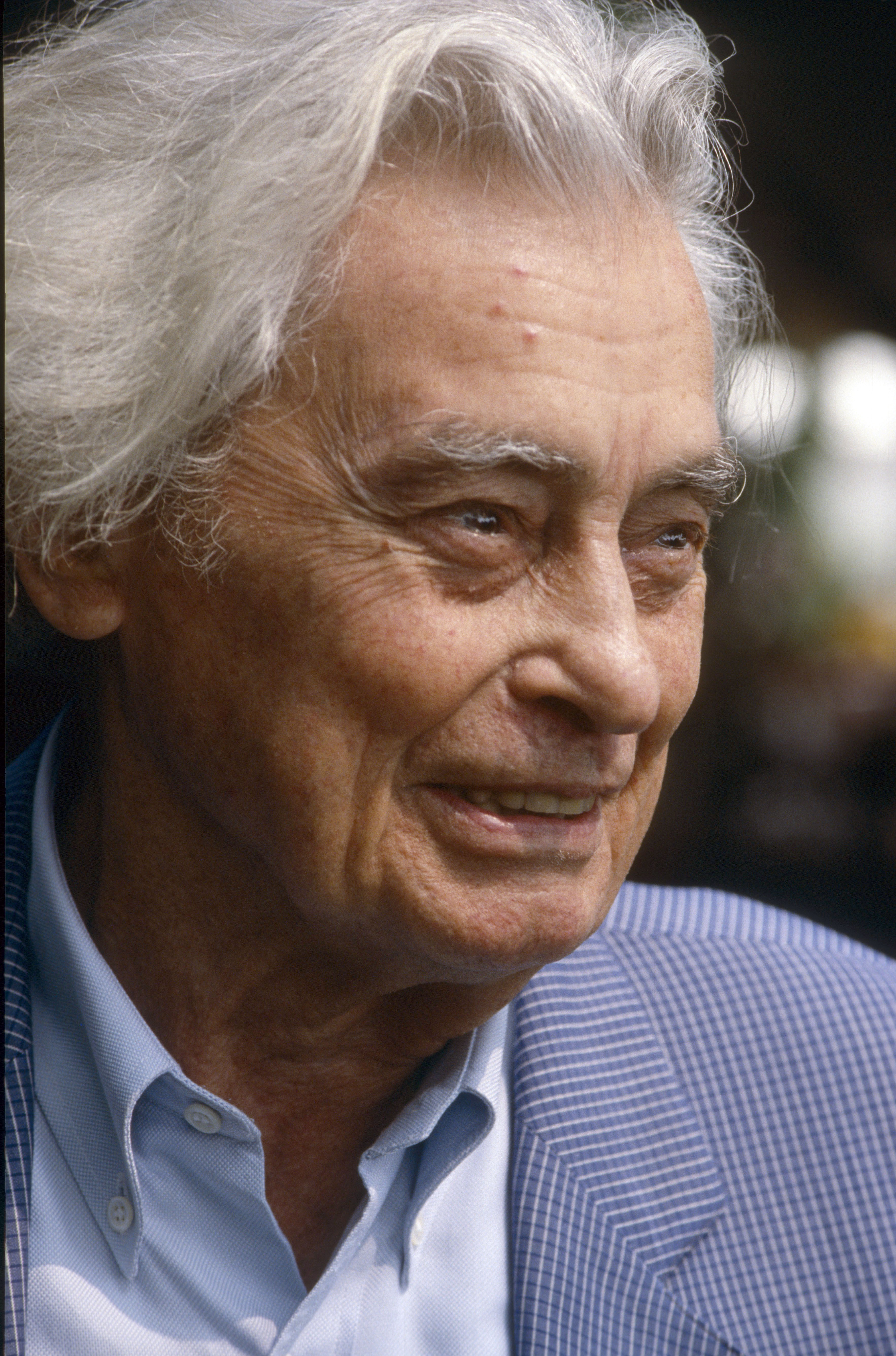
Joris Ivens (1898–1989)

- Ivens, Roberto (1850–1898), portugiesischer Offizier und Afrikaforscher
- Iveri, Tamar (* 1971), georgische Opernsängerin (Sopran)
- Ivernois, François d’ (1757–1842), Schweizer Jurist und Wirtschaftswissenschaftler, Publizist und Politiker
- Ivernois, Philipp von (1754–1813), preußischer Generalmajor
- Ivers, Anja, deutsche Handballspielerin
- Ivers, Axel (1902–1964), deutscher Schauspieler, Theaterregisseur, Hörspielsprecher, Bühnenautor und Übersetzer
- Ivers, Gero (* 1964), deutscher MusikerGero Ivers (* 1964)

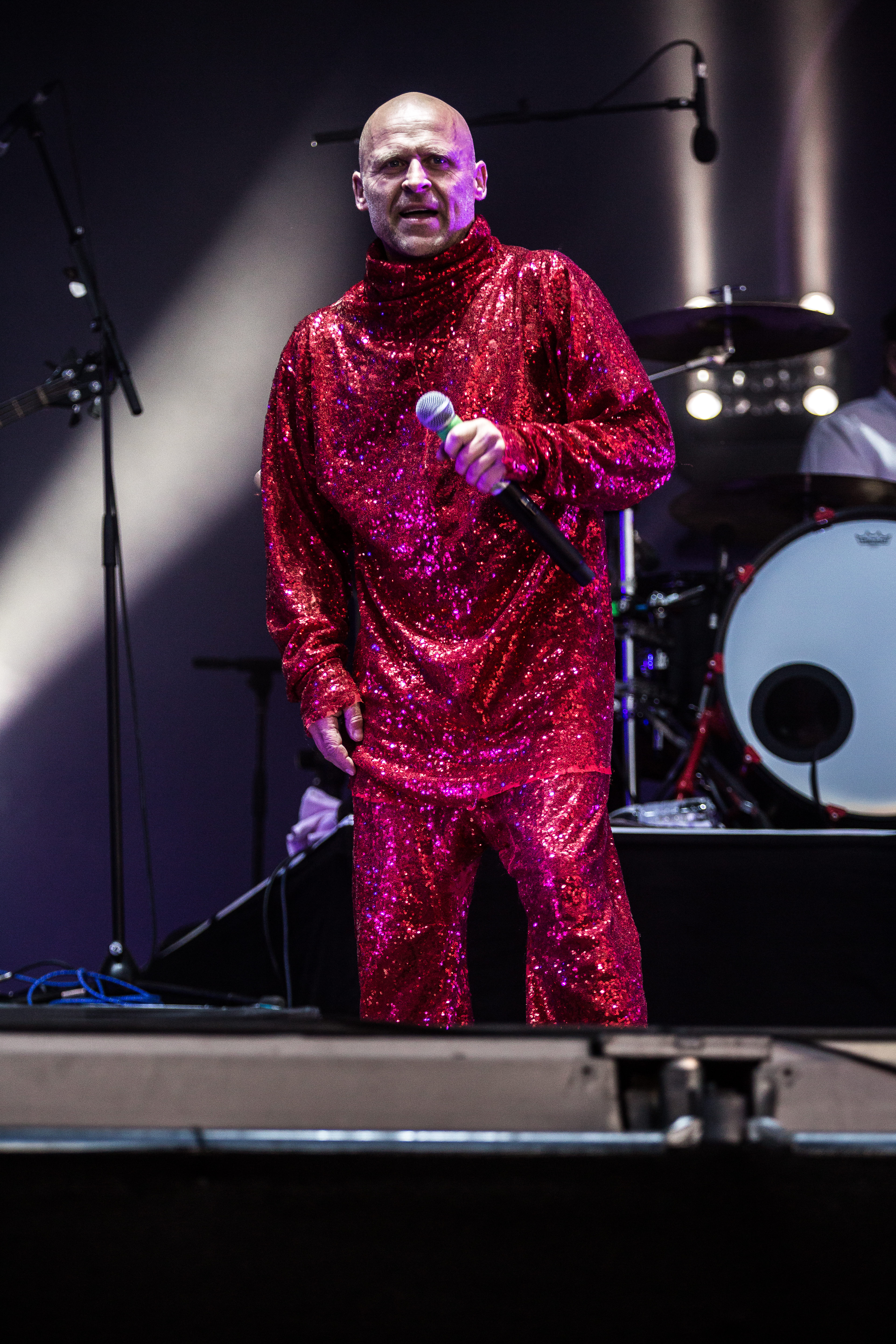
Gero Ivers (* 1964)

- Ivers, Otto (1895–1945), Landtagsabgeordneter Volksstaat Hessen
- Iversen, Anne (1923–2015), dänische Hochspringerin, Hürdenläuferin und Weitspringerin
- Iversen, Anne Mette (* 1972), dänische Jazzmusikerin
- Iversen, Bernhard (1881–1947), deutscher Musikpädagoge
- Iversen, Bjarne (1912–1999), norwegischer Skilangläufer
- Iversen, Carl Morten (1948–2023), norwegischer Jazzbassist
- Iversen, Daniel (* 1997), dänischer Fußballtorwart
- Iversen, Einar (1930–2019), norwegischer Jazzpianist
- Iversen, Emil (* 1991), norwegischer Skilangläufer
- Iversen, Felix (1887–1973), finnischer Mathematiker
- Iversen, Geir Adelsten (* 1954), norwegischer Politiker
- Iversen, Gerd (1916–2004), deutscher Mediziner und Politiker (FDP)
- Iversen, Gerhard (1917–1982), deutscher Kaufmann und Politiker (CDU), MdBB
- Iversen, Hans (* 1940), grönländischer Politiker (Siumut)
- Iversen, Helen (1857–1941), deutsche Stillleben-, Blumen- und Interieurmalerin
- Iversen, Ivar (1914–2012), norwegischer Kanute
- Iversen, Jacob (1763–1831), deutscher Landwirt und Privatgelehrter
- Iversen, Jan Georg (* 1956), norwegischer Radrennfahrer
- Iversen, Johannes (1888–1948), deutscher Politiker, MdL
- Iversen, Julius (1823–1900), Phalerist
- Iversen, Leslie (1937–2020), britischer Pharmakologe
- Iversen, Nicolai (* 1980), dänischer Basketballspieler
- Iversen, Odd (1945–2014), norwegischer Fußballspieler
- Iversen, Olaf (1902–1959), deutscher Maler, Zeichner und Illustrator, Karikaturist und Herausgeber des Simplicissimus
- Iversen, Ole (1884–1953), norwegischer Turner
- Iversen, Ole Christian (* 1946), norwegischer Eisschnellläufer
- Iversen, Rikke (* 1993), dänische Handballspielerin
- Iversen, Sarah (* 1990), dänische Handballspielerin
- Iversen, Signe (* 1956), samisch-norwegische Autorin
- Iversen, Steffen (* 1976), norwegischer Fußballspieler
- Iversen, Thor (1873–1953), norwegischer Ozeanograph
- Iversen, Torfinn (* 1985), norwegischer Filmregisseur und Drehbuchautor
- Iversen, Trond (* 1976), norwegischer Skilangläufer
- Iversen, Volquard, Buchbinder und Soldat im Dienst der Niederländischen Ostindien-Kompanie
- Iversen, Wilhelm Dietrich (1879–1939), deutscher Landwirt und Politiker (SHLP, DVP), MdL
- Iverson, Alfred (1798–1873), US-amerikanischer Politiker (Demokratische Partei)
- Iverson, Allen (* 1975), US-amerikanischer BasketballspielerAllen Iverson (* 1975)

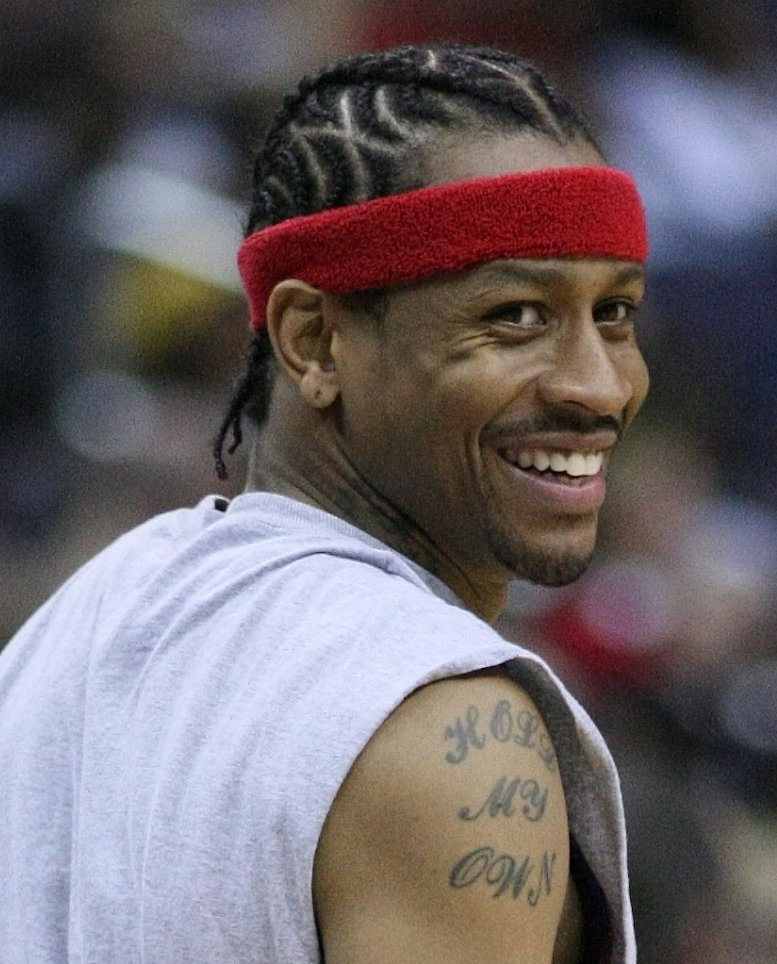
Allen Iverson (* 1975)

- Iverson, David R, US-amerikanischer Offizier, Generalleutnant der US Air Force
- Iverson, Ethan (* 1973), amerikanischer Jazzmusiker (Piano, Komposition) und Musikkritiker
- Iverson, F. Kenneth (1925–2002), US-amerikanischer Manager
- Iverson, Kenneth E. (1920–2004), kanadischer Mathematiker und Informatiker
- Iverson, Ronald W., US-amerikanischer Offizier, Generalleutnant der US Air Force
- Ives, Burl (1909–1995), US-amerikanischer Folk-Sänger, Autor und Schauspieler
- Ives, Charles (1874–1954), US-amerikanischer Komponist klassischer Musik
- Ives, Clarence Albert (1869–1966), US-amerikanischer Pädagoge, und Hochschullehrer
- Ives, Clay (* 1972), kanadisch-US-amerikanischer Rennrodler
- Ives, Edward (* 1961), US-amerikanischer Ruderer
- Ives, Eric (1931–2012), britischer Historiker und Autor mit Schwerpunkt auf der Tudorzeit
- Ives, Frederic Eugene (1856–1937), US-amerikanischer Fotograf und Erfinder
- Ives, George Cecil (1867–1950), britischer Autor und Dichter
- Ives, Gideon S. (1846–1927), US-amerikanischer Politiker
- Ives, Herbert E. (1882–1953), US-amerikanischer Physiker und Erfinder
- Ives, Irving (1896–1962), US-amerikanischer Politiker
- Ives, Norman (1923–1978), US-amerikanischer Grafikdesigner, Künstler, Lehrer und Verleger
- Ives, Willard (1806–1896), US-amerikanischer Politiker
- Iveša, Vanja (* 1977), kroatischer Fußballtorwart
- Iveson, Tom (* 1983), britischer Shorttracker
- Ivey, Dana (* 1941), US-amerikanische SchauspielerinDana Ivey (* 1941)

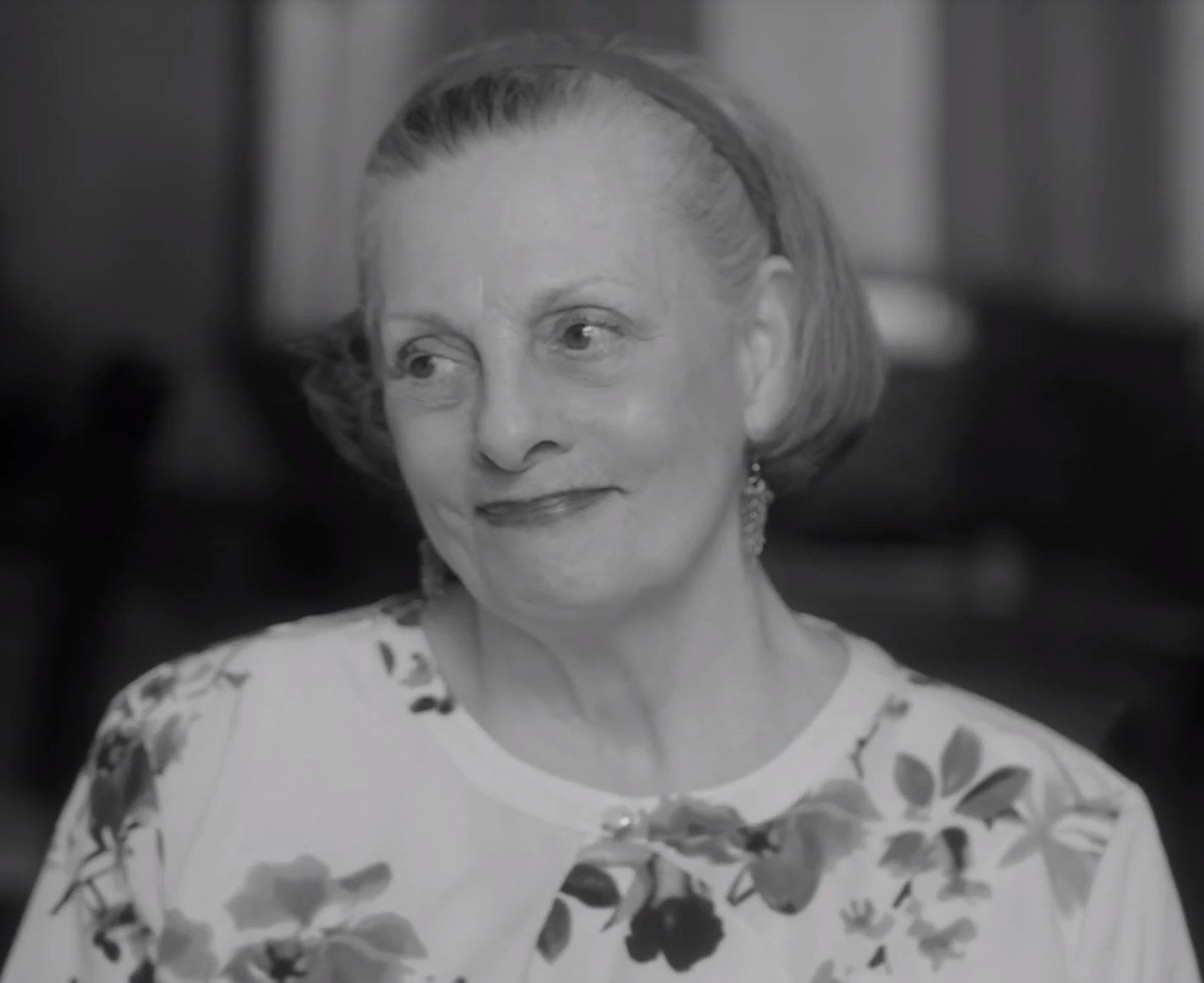
Dana Ivey (* 1941)

- Ivey, Eowyn (* 1973), US-amerikanische Schriftstellerin
- Ivey, Glenn (* 1961), US-amerikanischer Politiker der Demokratischen Partei und Anwalt
- Ivey, Jaden (* 2002), US-amerikanischer Basketballspieler
- Ivey, Jeb (* 1980), US-amerikanischer Basketballspieler
- Ivey, Judith (* 1951), US-amerikanische Schauspielerin
- Ivey, Kay (* 1944), US-amerikanische Politikerin
- Ivey, Mitchell (* 1949), US-amerikanischer Schwimmer
- Ivey, Phil (* 1977), US-amerikanischer PokerspielerPhil Ivey (* 1977)

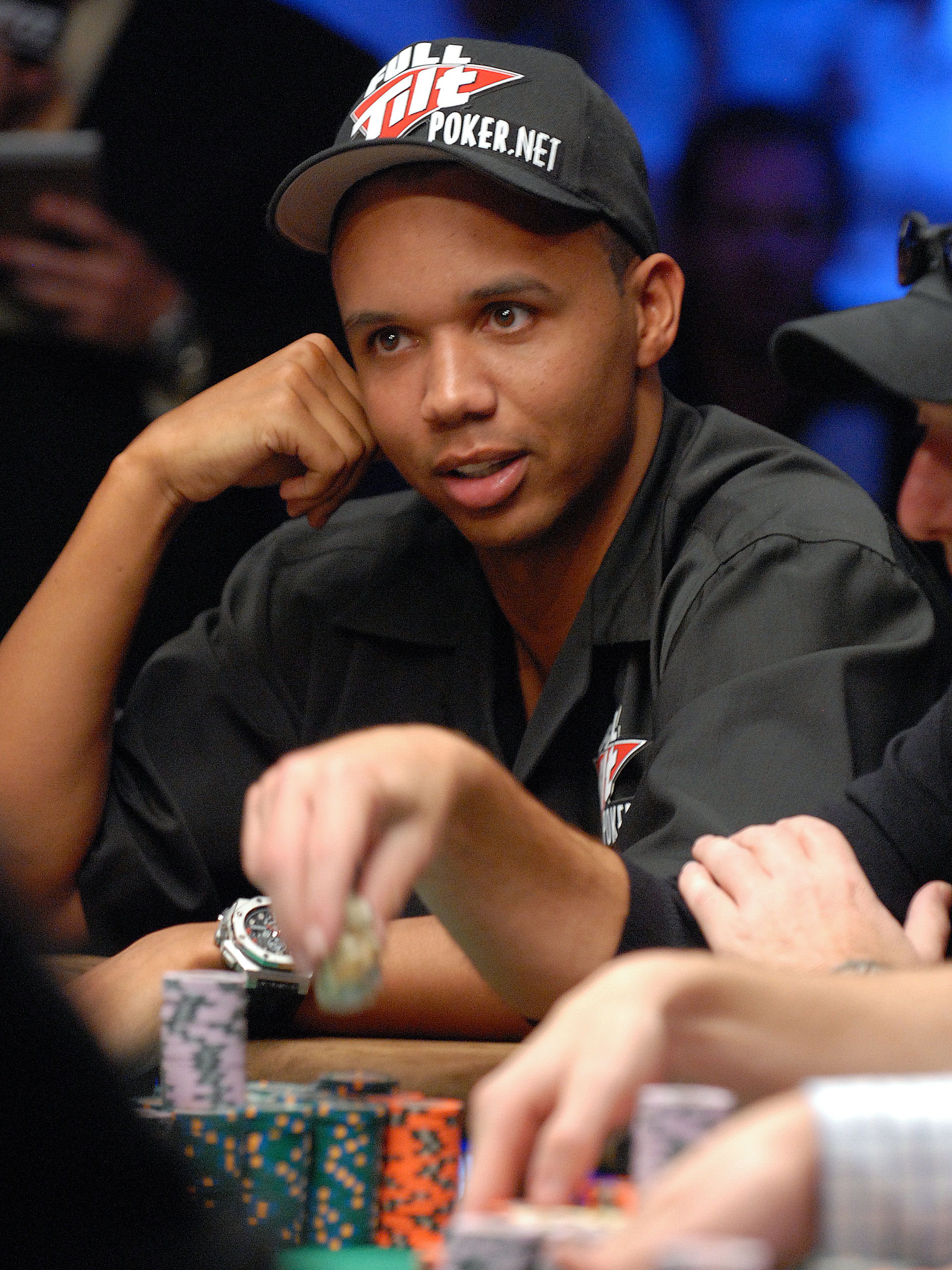
Phil Ivey (* 1977)

- Ivey, Susan (* 1958), US-amerikanische Wirtschaftsmanagerin
- Ivey, William (1919–1992), US-amerikanischer Maler und Vertreter des Abstrakten Expressionismus im pazifischen Nordwesten
- Ivezić, Ilija (1926–2016), jugoslawisch-kroatischer Schauspieler
- Ivezić, Marko (* 2001), serbischer Fußballspieler

### Ivg
- Ivgy, Dana (* 1982), israelische Schauspielerin
- Ivgy, Moshe (* 1953), israelischer Schauspieler

### Ivi
- Ivić, Aleksandar (1949–2020), jugoslawischer bzw. serbischer Mathematiker
- Ivić, Filip (* 1992), kroatischer Handballtorwart
- Ivić, Milka (1923–2011), jugoslawische Slawistin
- Ivic, Paul (* 1978), österreichischer Koch
- Ivić, Šime (* 1993), kroatischer Handballspieler
- Ivić, Tomislav (1933–2011), jugoslawischer bzw. kroatischer Fußballtrainer
- Ivić, Velimir (* 2002), serbischer Schachgroßmeister
- Ivić, Vladimir (* 1977), serbischer Fußballspieler und -trainer
- Ivičić, Luka (* 2003), bosnischer Leichtathlet
- Ivimey, Linde (* 1965), australische Bildhauerin
- Ivin, Glendyn, australischer Regisseur, Drehbuchautor und Produzent
- Ivinger, Erich (* 1977), österreichischer Judoka
- Ivins, Bruce Edwards (1946–2008), US-amerikanischer Mikrobiologe, Immunologe und Forscher für B-WaffenBruce Edwards Ivins (1946–2008)

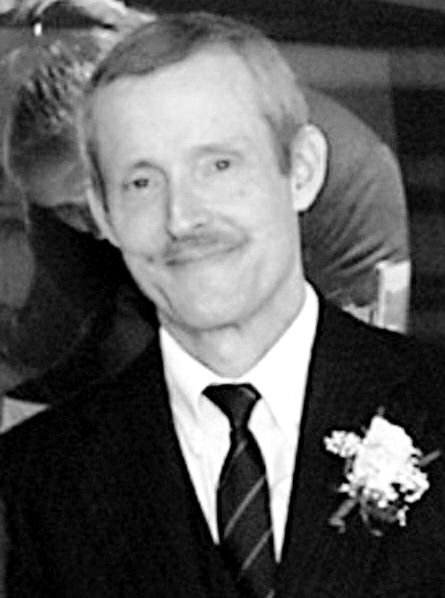
Bruce Edwards Ivins (1946–2008)

- Ivins, Marsha (* 1951), US-amerikanische Astronautin
- Ivins, Molly (1944–2007), US-amerikanische Zeitungskolumnistin, politische Kommentatorin und Autorin

### Ivk
- Ivkić, Leonardo (* 2003), österreichischer Fußballspieler
- Ivkic, Monika (* 1989), österreichische Sängerin
- Ivkov, Borislav (1933–2022), serbischer Schachmeister
- Ivković, Dragutin (1907–1951), jugoslawischer Radrennfahrer
- Ivković, Dušan (1943–2021), serbischer Basketballspieler und Basketballtrainer
- Ivković, Milutin (1906–1943), jugoslawischer Fußballspieler
- Ivković, Tomislav (* 1960), jugoslawischer Fußballtorwart und -trainer
- Ivković, Vladimir (1929–1992), jugoslawischer Wasserballspieler

### Ivo
- Ivo, christlicher Heiliger, wohl fiktiv
- Ivo († 1178), Graf von Soissons aus dem Haus Nesle
- Ivo (* 1969), Schweizer Pop-Rock-Musiker
- Ivo Mancini (1915–2000), italienischer Radsportler, Weltmeister im Radsport, italienischer Meister im Radsport
- Ivo von Chartres († 1115), Bischof und Kirchenrechtler
- Ivo, Hubert (1927–2021), deutscher Germanist, Didaktiker und Hochschullehrer
- Ivo, Ismael (1955–2021), brasilianischer Tänzer und ChoreografIsmael Ivo (1955–2021)

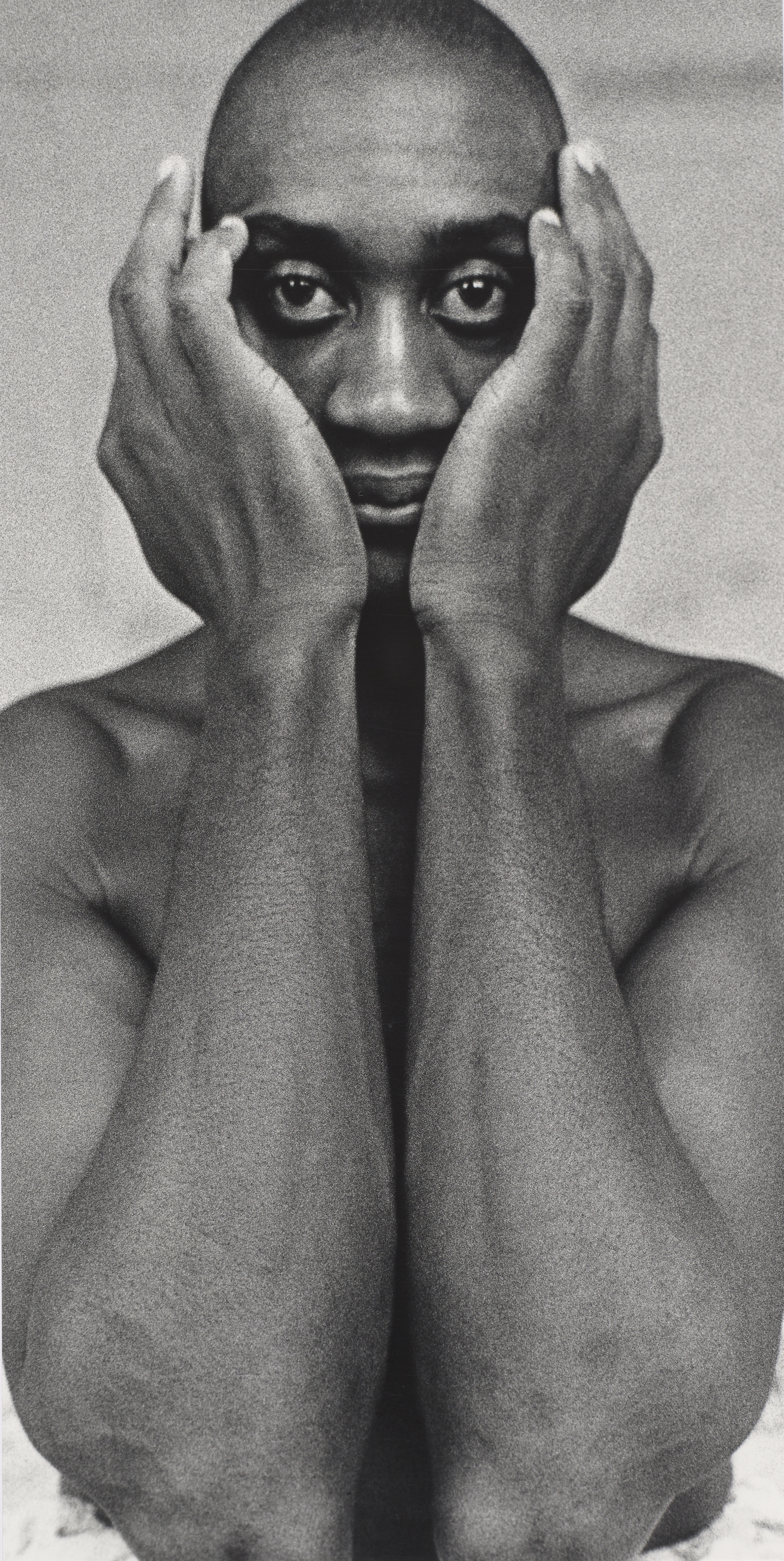
Ismael Ivo (1955–2021)

- Ivo, Lêdo (1924–2012), brasilianischer Schriftsteller
- Ivogün, Maria (1891–1987), ungarische Opernsängerin (Sopran)
- Ivoi, Paul d’ (1856–1915), französischer Schriftsteller
- Ivory Lady, Persönlichkeit
- Ivory Talbot, John († 1772), britischer Politiker
- Ivory, Ben (* 1982), deutscher Sänger und Model
- Ivory, Chris (* 1988), US-amerikanischer American-Football-Spieler
- Ivory, James (1765–1842), schottischer Mathematiker und Astronom
- Ivory, James (* 1928), US-amerikanischer Filmregisseur
- Ivory, Titus (* 1977), US-amerikanischer Basketballspieler
- Ivos, Martin (* 1991), österreichischer Fußballspieler
- Ivošev, Aleksandra (* 1974), serbische Sportschützin und Olympiasiegerin
- Ivović, Aleksandar (* 1986), montenegrinischer Wasserballspieler

### Ivr
- Ivry, David (* 1934), israelischer Diplomat und ehemaliger Oberbefehlshaber der israelischen Luftstreitkräfte
- Ivry, Paul d’ (1829–1903), französischer Komponist

### Ivu
- Ivušić, Ivica (* 1995), kroatischer Fußballspieler
- Ivuti, Patrick Mutuku (* 1978), kenianischer Langstreckenläufer

### Ivy
- Ivy, Andrew Conway (1893–1978), US-amerikanischer Physiologe
- Ivy, Bill (1942–1969), britischer Motorradrennfahrer
- Ivy, Madison (* 1989), deutsch-amerikanische PornodarstellerinMadison Ivy (* 1989)

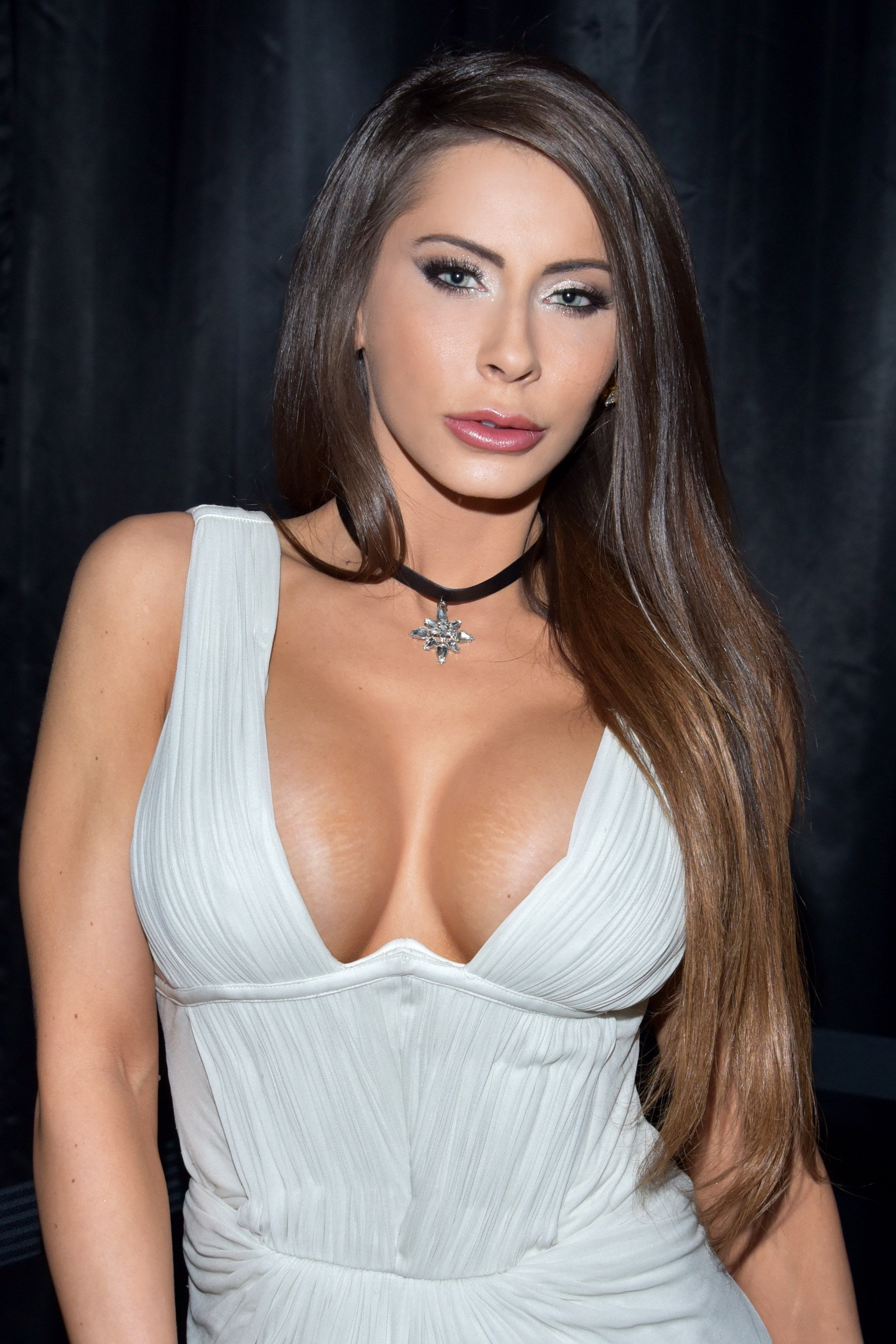
Madison Ivy (* 1989)

- Ivy, Veronica (* 1982), kanadische Radsportlerin